# 年輕一代
《年輕一代》（英語：Younger）是一部改編自帕梅拉·雷蒙德·沙翠恩同名小說，由達倫·史塔開創，於2015年3月31日在TV Land首播的美國電視喜劇。
2015年4月，本劇獲第2季續訂。2016年1月6日，在第2季首播前，TV Land便提前宣布續訂第3季。2016年6月14日，TV Land在第3季首播前，提前續訂第4季。2017年4月20日，TV Land在第4季開播前提前續訂第5季。

## 故事
40歲的單親母親莉莎（萨顿·福斯特 飾演）突然要重返社會工作。但她很快就發現，以她這個年紀很難再由低做起。一次機緣巧合下，她在酒吧被一位20多歲的男子說她的外貌看上去很年輕，於是她透過好朋友麥琪（黛碧·梅瑟 飾演）幫她改頭換面，偽裝自己成為一個26歲的女人。莉莎重獲自信，並成為了情緒多變黛安娜（米芮雅姆·秀兒 飾演）的助手。在新環境與20多歲的新同事凱西（希拉蕊·朵芙 飾演）再圓工作夢。

## 卡司
| 演員            | 角色            | 登場季數 | 登場季數 | 登場季數 |
| 演員            | 角色            | 1        | 2        | 3        |
| --------------- | --------------- | -------- | -------- | -------- |
| 萨顿·福斯特     | 莉莎·米勒       | 主演     | 主演     | 主演     |
| 黛碧·梅瑟       | 麥琪            | 主演     | 主演     | 主演     |
| 米芮雅姆·秀兒   | 黛安娜·楚勞特   | 主演     | 主演     | 主演     |
| 尼可·托托雷拉   | 賈許            | 主演     | 主演     | 主演     |
| 希拉蕊·朵芙     | 凱西            | 主演     | 主演     | 主演     |
| 彼得·赫爾曼     | 查爾斯·布魯克斯 | 常設     | 主演     | 主演     |
| 茉莉·伯納德     | 蘿倫·海勒       | 常設     | 主演     | 主演     |
| 保羅·費茲傑洛德 | 大衛·米勒       | 常設     | 客串     | TBA      |
| 托比約恩·哈爾   | 安東·比約伯格   | 常設     |          |          |
| 泰莎·艾爾伯特森 | 凱特琳·米勒     | 常設     | 常設     | TBA      |
| 丹·安博伊爾     | 薩德·史戴曼     | 常設     | 常設     | TBA      |
| 傑克·崔         | 洛曼            | 常設     |          |          |
| 強·加布爾斯     | 蓋博            | 常設     | 客串     | TBA      |

### 主要角色
| 演員          | 角色            | 介紹 | 登場 季數 | 登場 集數 |
| 萨顿·福斯特   | 莉莎·米勒       | 40歲的新手單身媽媽，試圖重回職場卻屢遭失敗。在麥琪的幫助下，冒充成26歲女性，進而成為黛安娜的助理。                                             | 1-2       | 24        |
| 希拉蕊·朵芙   | 凱西·彼得斯     | 強悍又野心勃勃的年輕圖書編輯，帶領莉莎的前輩，並不知道莉莎的真實年齡。薩德的女友，暗中與安東劈腿，與蘿倫和父母同居。                           | 1-2       | 24        |
| 黛碧·梅瑟     | 麥琪            | 40多歲的女同性戀藝術家，為莉莎的室友兼閨蜜。在偶然的機會下說服莉莎喬裝成26歲女性，好展開全新的人生。                                           | 1-2       | 24        |
| 米芮雅姆·秀兒 | 黛安娜·楚勞特   | 出版社高層，聲稱自己是41歲，實際上已經43歲，喜歡查爾斯。                                                                                       | 1-2       | 24        |
| 尼可·托托雷拉 | 佐斯            | 一名帥氣性感的紋身藝術家兼音樂家，誤以為莉莎僅有26歲。與莉莎展開約會，卻因和前女友糾纏而與莉莎分手。不喜歡讀書但喜歡看日本漫畫，為高中輟學生。 | 1-2       | 23        |
| 彼得·赫爾曼   | 查爾斯·布魯克斯 | 資深編輯，為兩個孩子的爸。在成為莉莎的朋友後，對莉莎超齡的智慧感到著迷。                                                                       | 1-2       | 15        |
| 茉莉·伯納德   | 蘿倫·海勒       | 猶太裔，凱西的摯友，一名雙性戀記者兼社交網站成癮者，擁有強大的電算技能，擅於社交。                                                             | 1-2       | 20        |

### 常設角色
| 演員            | 角色          | 介紹                                                         | 登場 季數 | 登場 集數 |
| 丹·安博伊爾     | 薩德·史戴曼   | 凱西的男友，對凱西的工作不感興趣。在向凱西求婚後，意外身亡。 | 1-2       | 13        |
| 泰莎·艾爾伯特森 | 凱特琳·米勒   | 莉莎與大衛的女兒，在印度求學時喜歡上一個印度裔男孩。         | 1-2       | 10        |
| 強·加布爾斯     | 蓋博          | 佐斯的室友兼摯友，是個電玩癡迷者，非常孩子氣。               | 1-2       | 8         |
| 托比約恩·哈爾   | 安東·比約伯格 | 已婚的瑞典編輯，受到凱西的青睞並與凱西展開外遇。             | 1         | 5         |
| 保羅·費茲傑洛德 | 大衛·米勒     | 莉莎的前夫，因出軌而和莉莎離婚，有個嚴重的賭癮。             | 1-2       | 4         |
| 傑克·崔         | 洛曼          | 佐斯的室友兼摯友，是個電玩癡迷者，和蓋博一樣非常孩子氣。     | 1         | 3         |

## 集數
| 季數 | 集数 | 集数 | 首播日期      | 首播日期       |
| 季數 | 集数 | 集数 | 首映          | 季终           |
| ---- | ---- | ---- | ------------- | -------------- |
| 1    | 12   | 12   | 2015年3月31日 | 2015年6月9日   |
| 2    | 12   | 12   | 2016年1月13日 | 2016年3月23日  |
| 3    | 12   | 12   | 2016年9月28日 | 2016年12月14日 |
| 4    | 12   | 12   | 2017年6月28日 | 2017年9月13日  |
| 5    | 12   | 12   | 2018年6月5日  | 待定           |

## 製作
本劇改編自帕梅拉·雷蒙德·沙翠恩同名小說。2013年10月，TV Land預訂了由達倫·史塔開創並製作的試播集。 與達倫·史塔於《慾望城市》中合作的派翠西亞·菲爾德擔任本劇服裝顧問。 2014年4月，TV Land預訂本劇12集。 2015年4月21日，TV Land續訂本劇第2季12集。茉莉·伯納德第2季被提升為主要演員。

## 評價
《年輕一代》獲得廣泛的好評。於爛番茄整合的評論中，第1季獲得97%新鮮度、7.5/10分（35位評論者）。其中有評論寫道：「達倫·史塔機智的文筆與萨顿·福斯特的魅力提升了TV Land的喜劇水準。」 第2季獲得100%新鮮度、7.12/10分（8位評論者）。 第3季獲得100%新鮮度、8.0/10分（7位評論者）。
於Metacritic整合的評論中，第1季獲得75分（20位評論者），屬普通的好評。 第2季獲得74分（4位評論者），屬普通的好評。

## 收視
| 季數 | 播出時間（ET）                                  | 集數 | 首映          | 首映         | 首映          | 季終           | 季終         | 季終          | 18–49歲 收視 平均 | 平均 收視人数 （百萬） |
| 季數 | 播出時間（ET）                                  | 集數 | 日期          | 18–49歲 收視 | 收視 （百萬） | 日期           | 18–49歲 收視 | 收視 （百萬） | 18–49歲 收視 平均 | 平均 收視人数 （百萬） |
| ---- | ----------------------------------------------- | ---- | ------------- | ------------ | ------------- | -------------- | ------------ | ------------- | ----------------- | ---------------------- |
| 1    | 星期二 22:00（Ep 1, 3–12） 星期二 22:30（Ep 2） | 12   | 2015年3月31日 | 0.17         | 0.504         | 2015年6月9日   | 0.17         | 0.589         | 0.18              | 0.550                  |
| 2    | 星期三 22:00（Ep 1, 3–12） 星期三 22:30（Ep 2） | 12   | 2016年1月13日 | 0.17         | 0.540         | 2016年3月23日  | 0.23         | 0.678         | 0.20              | 0.602                  |
| 3    | 星期三 22:00（Ep 1–11） 星期三 22:30（Ep 12）   | 12   | 2016年9月28日 | 0.16         | 0.496         | 2016年12月14日 | 0.17         | 0.546         | 0.17              | 0.563                  |
| 4    | 星期三 22:00                                    | 12   | 2017年6月28日 | 0.27         | 0.802         | 2017年9月13日  | 0.29         | 0.825         | 0.22              | 0.735                  |
| 5    | 星期二 22:00                                    | 12   | 2018年6月5日  | 待定         | 待定          | 待公布         | 待定         | 待定          | 待定              | 待定                   |

## 獎項
| 年度 | 大獎                 | 獎項                         | 入圍者                            | 結果 |
| ---- | -------------------- | ---------------------------- | --------------------------------- | ---- |
| 2015 | MTV粉絲大獎          | 最佳新粉絲獎                 | 最佳新粉絲獎                      | 提名 |
| 2015 | 青少年選擇獎         | 電視選擇獎：表現突出節目     | 電視選擇獎：表現突出節目          | 提名 |
| 2015 | 在線電影與電視協會   | 喜劇類影集最佳女演員獎       | 萨顿·福斯特                       | 提名 |
| 2015 | Adweek熱門名單電視獎 | 熱門新影集                   | 熱門新影集                        | 獲獎 |
| 2016 | 人民選擇獎           | 最喜愛有線電視網女演員獎     | 希拉蕊·朵芙                       | 提名 |
| 2016 | 女性形象網路獎       | 喜劇類影集最佳女演員獎       | 萨顿·福斯特                       | 提名 |
| 2016 | 女性形象網路獎       | 最佳女性編劇獎               | 艾莉森·布朗（集數：我和遲鈍的人） | 提名 |
| 2017 | 人民選擇獎           | 最喜愛有線電視網喜劇類影集獎 | 最喜愛有線電視網喜劇類影集獎      | 提名 |
| 2017 | 人民選擇獎           | 最喜愛有線電視網女演員獎     | 希拉蕊·朵芙                       | 提名 |
| 2017 | 女性形象網路獎       | 最佳喜劇類影集獎             | 最佳喜劇類影集獎                  | 提名 |
| 2017 | 女性形象網路獎       | 喜劇類影集最佳女演員獎       | 萨顿·福斯特                       | 提名 |
| 2017 | 青少年選擇獎         | 夏季選擇獎：電視女演員       | 希拉蕊·朵芙                       | 提名 |
| 2018 | 評論家選擇電視獎     | 喜劇類影集最佳女演員獎       | 薩頓·福斯特                       | 提名 |

## 海外播出
| Sony Channel - | Sony Channel -                          | Sony Channel - |
| -------------- | --------------------------------------- | -------------- |
|                | 年輕一代（第一季） （2016年1月19日 - ） |                |
| —              | —                                       |                |
| Sony Channel - |                                         |                |
| —              | 年輕一代（第二季） （2016年4月12日 - ） | —              |
| Sony Channel - |                                         |                |
| —              | 年輕一代（第三季） （2016年10月6日 - ） | —              |
| Sony Channel - |                                         |                |
| —              | 年輕一代（第四季） （2017年6月29日 - ） | —              |
| Sony Channel - |                                         |                |
| —              | 年輕一代（第五季）                      | —              |

| 臺灣AXN - | 臺灣AXN -                             | 臺灣AXN - |
| --------- | ------------------------------------- | --------- |
|           | 第二春（第一季） （2017年8月1日 - ）  |           |
| —         | —                                     |           |
| 臺灣AXN - |                                       |           |
| —         | 第二春（第二季） （2017年8月22日 - ） | —         |
| 臺灣AXN - |                                       |           |
| —         | 第二春（第三季）                      | —         |
| 臺灣AXN - |                                       |           |
| —         | 第二春（第四季）                      | —         |
| 臺灣AXN - |                                       |           |
| —         | 第二春（第五季）                      | —         |

## 外部連結
- 官方网站（英文）
- 互联网电影数据库（IMDb）上《年輕一代》的资料（英文）
- 豆瓣电影上《年輕一代》的資料 （简体中文）